# Jörg Ebner
Jörg Ebner, eigentlich Jürgen Ebner, (* 16. Juli 1942 in Allenstein, Ostpreußen; † 15. November 2015) war ein deutscher Radiomoderator, der hauptsächlich im Großherzogtum Luxemburg tätig war.

## Leben
Ebner, der von Radio-Luxemburg-Fans „Hit-Professor“ genannt wurde, begann als Sprecher bei Radio Luxemburg am 15. Juni 1963 unter dem Namen Jörg. Zu seinen Sendungen, die fast drei Jahrzehnte im Programm waren, gehörten die Wunschsendung Gefragt – gespielt und Hits aus aller Welt. Daneben moderierte er Neunzehn-Vierundzwanzig und die sonntägliche Hitparade (als Nachfolger von Camillo Felgen, Frank Elstner und Thomas Gottschalk). Das Jingle zu seiner Sendung Heute im Club bei Jörg war Teen Beat von Sandy Nelson. Seine Tätigkeit für Radio Luxemburg/RTL endete 1990 nach einschneidenden Umstrukturierungen des Programms durch die neue Programmdirektion. Zuletzt war er noch beim Internetradio Radio Landeck zu hören.